# Biblioteca teologica di Cesarea Marittima
La biblioteca teologica di Cesarea marittima fu la biblioteca dei primi cristiani di Cesarea marittima in Palestina.

## Storia
La biblioteca nacque grazie all'attività del teologo alessandrino Origene (185/6–254), che, esiliato nel Levante, fondò a Cesarea una scuola teologica che, nel tempo, divenne un centro primario di formazione cristiana. Il suo discepolo Panfilo († 309), studioso e appassionato collezionista di libri sulle Sacre Scritture, contribuì a creare la più ricca biblioteca ecclesiastica dell'epoca. La raccolta comprendeva più di 30.000 manoscritti: Gregorio Nazianzeno, Basilio il Grande, san Girolamo ed altri vi si recarono a studiare.
Il Tipo testuale cesariense è riconosciuto dagli studiosi come una delle versioni più antiche del Nuovo Testamento.
Sul letto di morte, Origene aveva lasciato alla comunità cristiana della città la sua biblioteca privata, che comprendeva anche i manoscritti originali delle sue opere.
Questa, insieme con i libri del suo mecenate Ambrogio, costituì il nucleo della raccolta creata da Panfilo.
San Panfilo, che fu paragonato a Demetrio Falereo e Pisistrato per aver raccolto bibbie "da ogni parte del mondo", dedicò la sua vita a cercare ed acquisire testi antichi che raccolse nella famosa biblioteca e furono più tardi utilizzati da san Girolamo, Panfilo istituì anche una scuola per lo studio teologico che era simile a (o forse un ripristino di) quella di Origene.
Nello scriptorium, un complemento necessario per tutte le biblioteche dell'antichità, egli curò la produzione di copie accurate delle Sacre Scritture.
Testimonianze dello zelo e della cura che pose in questo lavoro si trovano nei colophon dei manoscritti biblici. 
Girolamo in De viris illustribus (I, 25) scrive che Panfilo "trascrisse la maggior parte delle opere di Origene di Alessandria di sua mano" e che "queste sono ancora conservate nella biblioteca di Cæsarea".
Tra gli inestimabili, tesori perduti della biblioteca vi era il Vangelo degli Ebrei.
Girolamo sapeva di questa copia del cosiddetto testo "Ebreo" o aramaico del Vangelo di Matteo che viene citata da Eusebio nel catalogo della biblioteca che egli aggiunse alla sua "Vita di Panfilo".
Un passaggio di questa perduta "Vita" citato da Girolamo 
descrive come Panfilo forniva agli studiosi poveri, oltre al necessario per vivere, anche copie delle Scritture - non semplicemente in prestito - di cui teneva una grande scorta destinata anche alle donne dedite allo studio.
Come il suo modello Origene, Panfilo manteneva stretti contatti con i suoi studenti;
Eusebio, nella sua storia delle persecuzioni, allude al fatto che molti dei martiri di Cesarea vivevano insieme, presumibilmente sotto Panfilo.
Il grande tesoro della biblioteca di Cesarea fu la copia dell'Exapla appartenuta allo stesso Origene, probabilmente l'unico esemplare completo mai realizzato. 
Essa fu consultata da Girolamo.
Le collezioni della biblioteca soffrirono durante le persecuzioni sotto l'Imperatore Diocleziano, ma in seguito furono ripristinate dai vescovi di Cesarea. 
La biblioteca esisteva ancora nel VI secolo ma probabilmente non sopravvisse alla conquista di Cesarea da parte dei Saraceni nel 638, su questo punto il consenso accademico trova eco nella maggior parte degli storici moderni, che ritengono che la ”grande biblioteca sopravvisse a Caesarea fino alla distruzione operata dagli arabi nel VII secolo”, anche se uno storico moderno attribuisce le maggiori distruzioni alla precedente conquista da parte dei Sasanidi persiani.